# Univerza v Novem mestu Fakulteta za ekonomijo in informatiko
Univerza v Novem mestu Fakulteta za ekonomijo in informatiko, prej Fakulteta za upravljanje, poslovanje in informatiko v Novem mestu (še prej Visoka šola za upravljanje in poslovanje v Novem mestu) je fakulteta s sedežem v Novem mestu, članica Univerze v Novem mestu. 
Fakulteta je bila kot Visoka šola za upravljanje in poslovanje kot samostojni visokošolski zavod ustanovljena leta 1997. Prve študente je vpisala v študijskem letu 1998/1999.
Šola je imela v začetku koncesijo za dva javno veljavna programa, in sicer:
- za visokošolski strokovni študijski program upravljanje in poslovanje (podeljena 23. 12. 1998, začetek izvajanja: 01. 10. 1999) ter
- za visokošolski strokovni študijski program informatika v upravljanju in poslovanju (podeljena 27. 12. 2007, začetek izvajanja: 01. 10. 2008).

Poleg omenjenih dveh izvaja tudi javno veljavni magistrski študijski program (študijski program druge stopnje) upravljanje in poslovanje.
Visokošolske strokovne študijske programe je do sedaj zaključilo približno 3.000 študentov, magistrski študijski program pa 50 študentov.